# Microcerberus remyi
Microcerberus remyi là một loài chân đều trong họ Microcerberidae. Loài này được Chappuis miêu tả khoa học năm 1953.